# Flughafen Tofino/Long Beach

i7
i11
i13
Der Tofino/Long Beach Airport ist ein Regionalflughafen auf Vancouver Island, in der kanadischen Provinz British Columbia. Er liegt in der Zeitzone UTC-8 (DST-7). Betreiber des Flughafens ist der Alberni-Clayoquot Regional District.

## Lage
Der Regionalflughafen liegt etwa 11 Kilometer südöstlich von Tofino und etwa 25 nordwestlich von Ucluelet. Südlich des Flughafens verläuft der Highway 4. Westlich des Runway liegt ein Golfplatz und ansonsten ist der Platz vom Pacific-Rim-Nationalpark umgeben.

## Geschichte
Auf dem Gebiet des heutigen Flughafen bestanden Ende der 1930er Jahre nur wenige Gehöfte, als die kanadische Regierung Pläne für einen Luftwaffenstützpunkt hatte. Es war jedoch erst die im Zweiten Weltkrieg drohende Gefahr eines japanischen Angriffs, der dann den Aufbau eines militärischen Flughafens veranlasste. 1941 wurde in Tofino eine Staffel der Royal Canadian Air Force stationiert. Der Flughafen blieb als militärische Basis bis in die 1950er Jahre in Betrieb. Anschließend wurde er als ziviler Flughafen betrieben.

Flughafen Layout

Vor der Einrichtung eines Flughafens war der Zugang zu diesem Teil der Westküste Vancouver Island auf den Bootsverkehr beschränkt, da der Highway 4 nach Port Alberni auch erst 1959 eröffnet wurde.

## Start- und Landebahn
Beim Anflug auf den Flughafen stehen folgende Navigations- und Landehilfen zur Verfügung: NDB
- Landebahn 07/25, Länge 1524 m (4999 ft), Breite 46 m (150 ft), Beton[2]
- Landebahn 11/29, Länge 1523 m (4997 ft), Breite 30 m (100 ft), Beton[2]
- Landebahn 16/34, Länge 1524 m (5000 ft), Breite 30 m (100 ft), Beton[2]

## Service
Am Flughafen sind folgende Flugbenzinsorten erhältlich:
- AvGas (100LL)
- Kerosin (Jet A-1)

## Flugverbindungen
Zurzeit bieten folgende Gesellschaften Verbindungen von und nach Tofino/Long Beach Airport an:
- Orca Airways
- Kenmore Air
- San Juan Airlines